# Buchenhüll
Buchenhüll ist ein Gemeindeteil der Großen Kreisstadt Eichstätt im oberbayerischen Landkreis Eichstätt.

## Lage
Das Kirchdorf liegt in der Südlichen Frankenalb nordöstlich von Eichstätt idyllisch in einer leichten Senke auf der Jurahochfläche. Es ist zweigeteilt in den älteren nördlichen und den etwa 100 m südlich gelegenen jüngeren Teil. Die Dorfflur ist von bewaldeten mäßigen Höhen umgeben.

## Ortsnamendeutung
Namensgebend dürfte das althochdeutsche „huli“ (Hüle) gewesen sein, also eine Vertiefung mit Wasser. Ein solches kleines, stehendes Gewässer dürfte entscheidend gewesen sein für die Ansiedelung von Menschen auf der wasserarmen Jurahochfläche. Das Beiwort verweist auf die Baumart „Buche“.

## Geschichte
Das Dorf ist erstmals 1122 erwähnt, indem ein „Regenolt de Pöchenhule“ als Urkundenzeuge in Erscheinung trat. Um 1145 sind mit „Arnolt de Bacenhule“ (wohl verschrieben) und seinem Sohn Heinrich weitere Ortsadelige genannt, die Eichstätter Ministeriale waren; etwa gleichzeitig tritt ein „Ödalschalch de Büchenhule“ als Urkundenzeuge auf. Ihr Sitz ist nicht bekannt. Ebenfalls im 12. Jahrhundert übergaben der edle Rego und seine Schwester Elisabeth dem Kloster Berchtesgaden Güter u. a. in „Pöchenhul“; dieser Besitz kam durch Tausch an das Kloster Kastl und ist spätestens 1387 Besitz der Kirche von Eichstätt. 1185 vermachte Rudiger von Affenthal seine Erbgüter zu Buchenhüll dem Domkapitel zu Eichstätt. Mit dem in mehreren eichstättischen Belegen des 12. Jahrhunderts vorkommenden „Hule“ ist eventuell auch Buchenhüll gemeint. 1370 zinsten zwei Buchenhüller große Höfe an das Domstift. 1555 besaß das Domkapitel in Buchenhüll nunmehr drei Höfe, drei Gütlein, drei Köblergüter, ein Köblergütlein und ein Widum. 1591 war der domkapitelsche Besitz kaum verändert: Jetzt bestand er aus einem Meierhof. einem Hof, sechs Köblergüter und diversen Äckern, Wiesen und aus Wald.
1480 und 1602 ist Buchenhüll als Filiale der Pfarrei Walting bezeichnet. Der vielbesuchte Marien-Wallfahrtsort erforderte eine Verlängerung des Langhauses der Kirche aus dem 13./14. Jahrhundert, ausgeführt 1616.
Gegen Ende des Alten Reiches, um 1800, bestand Buchenhüll aus 21 Untertanen; dem Domkapitel gehörten der Meierhof, ein weiterer Hof, zwei Halbhöfe, vier Köblergüter, fünf Seldengüter und vier Leerhäuser, also Häuser ohne Grundbesitz. Das Eichstätter Spital verfügte über einen Hof. Der Pfarrei Preith gehörten ein Seldengut, ein „Höfli“, die Kirche, das 1773 neu errichtete Schulhaus, das Forsthaus im Affenthal und das Hirtenhaus. Die Hochgerichtsbarkeit lag beim bischöflichen Amt der Landvogtei, die Dorf- und Gemeindeherrschaft übte das Domkapitel als größter Buchenhüller Grundbesitzer aus.
Nach der Säkularisation kam Buchenhüll mit dem Hochstift 1802 für kurze Zeit an das Kurfürstentum Bayern, dann Ende 1802 an den Großherzog Ferdinand von Toskana, 1806 infolge des Friedens von Preßburg (27. Dezember 1805) an das neue Königreich Bayern und dort 1808 zum Steuerdistrikt Preith. Mit dem Gemeindeedikt von 1818 wurde Buchenhüll eine eigene Gemeinde im Landgericht Eichstätt. 1869 wurde ein neues Schulhaus errichtet, finanziert halb durch die Gemeinde, halb durch die Kirchenverwaltung; 1924 wurde die Schule Alleineigentum der Gemeinde. 1870 wurde der damalige amtliche Ortsname „Buchenhill“ in „Buchenhüll“ abgeändert. 1875 wird das Affenthaler Forsthaus als „Waldaufseherhaus“ bezeichnet, das ebenso wie das Dorf zur Pfarrei Preith gehörte. Im Jahr 1900 war die Gemeindeflur 507,12 ha groß; die 160 Einwohner waren bis auf fünf Protestanten katholisch. Es wurden im gleichen Jahr 22 Pferde, 172 Stück Rindvieh, 66 Schafe, 89 Schweine und sieben Ziegen gezählt.
Zum 1. Mai 1978 wurde Buchenhüll in die Große Kreisstadt Eichstätt eingemeindet. Das Dorf wies in den 1980er Jahren bei etwa 200 Einwohnern vier landwirtschaftliche Vollerwerbs- und 13 Nebenerwerbsbetriebe auf, einen dieser Bauernhöfe mit dem Angebot „Ferien auf dem Bauernhof“. Außerdem gab es zwei Gaststätten sowie einen kleinen Industriebetrieb (zwei Beschäftigte).

### Einwohnerentwicklung
- 1830: 120 (25 Wohngebäude)[7]
- 1836: 151 (27 Häuser)[8]
- 1900: 160 (31 Wohngebäude)[9]
- 1937: 179[10]
- 1950: 188 (30 Wohngebäude)[7]
- 1961: 144 (32 Wohngebäude)[11]
- 1970: 169[12]
- 1973: 177[13]
- 1987: 213 (50 Wohngebäude mit 60 Wohnungen)[14]

## Baudenkmäler

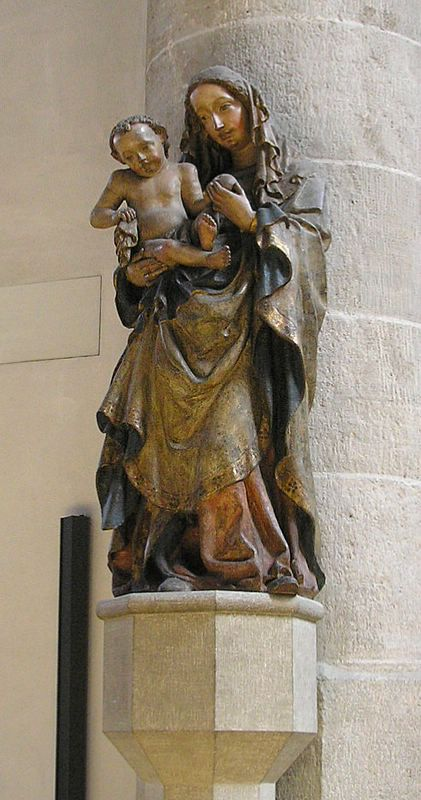
Die Buchenhüller Madonna im Eichstätter Dom

- Filial- und Wallfahrtskirche Mariä Himmelfahrt, erbaut im 13./14. Jahrhundert, 1616 nach Westen um die Emporenachse erweitert und 1788 konsekriert. Im Chor befinden sich in Resten Wandgemälde von ca. 1430, den Marientod und Heilige darstellend.[15] Der Hochaltar wurde 1666 gestiftet; er zeigt als Wallfahrtsbild eine spätgotische Madonna von ca. 1470 (1981 renoviert). Eine weitere Marienfigur, um 1430 aus Terrakotta geschaffen, kam 1898 auf Wunsch des Bistums nach Eichstätt, wo sie heute am südlichen Vierungspfeiler des Domes steht. Die Deckengemälde wurden 1898 von Bonifaz Locher gemalt. Sakramentsnische aus der Renaissancezeit. Zwei Seitenaltäre um 1660/70.[16]
- „Ausführung Christi“ (= Kreuzweg) entlang des alten Buchenhüller Stadtweges mit zunächst (1591) zehn Steinsäulen. Er wurde 1699 renoviert und 1851 auf 14 Stationen erweitert, mit 1987 geschaffenen Bildtafeln des Buchenhüller Künstlers Rudolf Ackermann. Nur wenige der Säulen stammen noch von 1591.[17]
- Lourdesgrotte südwestlich von Buchenhüll am Waldrand, 1904 errichtet.
- Herz-Jesu-Grotte von 1904
- Das „Pfleger-Kreuz“ an der Zufahrtsstraße nach Buchenhüll in Form des Scheyrer Kreuzes, ursprünglich wohl 1896 errichtet.[18]
- Wegkreuz am Beginn des Kreuzwegs im Bürgerholz, wohl aus der 2. Hälfte des 19. Jahrhunderts

## Mammuthöhle Buchenhüll

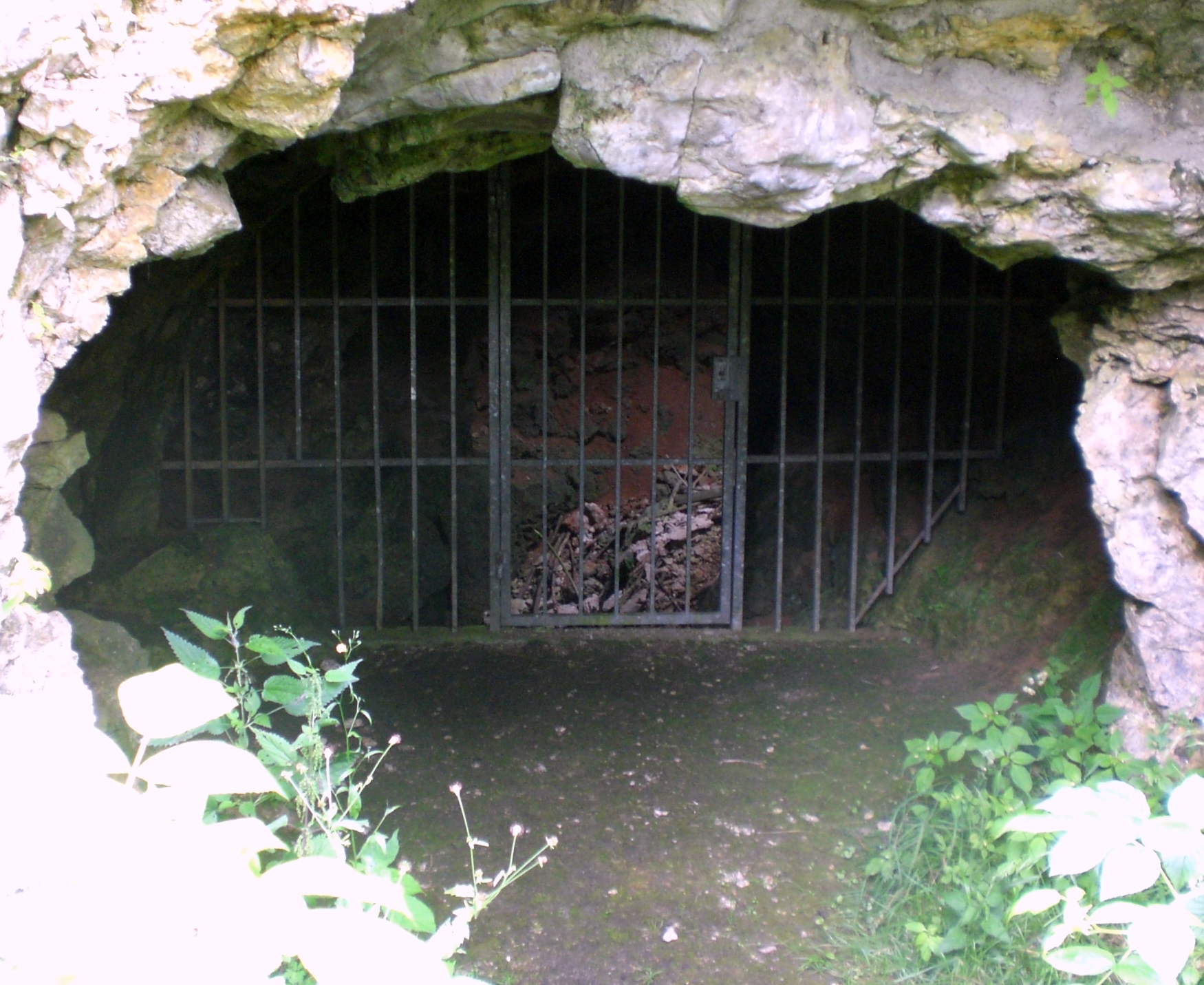
Der horizontale Eingang zur Mammuthöhle

Die 20 m lange, 5 m breite und 5 m hohe vergitterte Höhle (Geotop-Nummer 176H003) erreicht man von Buchenhüll aus in östlicher Richtung nach circa zwei Kilometern im Eichstätter Spitalwald. Sie wurde 1909 oder 1912 (die Quellen sind sich nicht einig) durch den Eichstätter Forstmeistersohn und Geschichtsstudenten Karl Gareis unter Aufsicht von Friedrich Winkelmann ergraben. Die Funde, Skelette von eiszeitlichen Großsäugern, darunter ein Mammutskelett, befinden sich seit 1921 im Museum für Ur- und Frühgeschichte auf der Willibaldsburg Eichstätt.

## Sonstiges
- Die Buchenhüller Bäuerin Maria Mayer (1887–1971) versteckte in ihrem Anwesen vor dem Ende des Zweiten Weltkriegs zehn Tage lang bis zur Befreiung durch die Amerikaner zwei flüchtige englische Offiziere, die als Kriegsgefangene auf einem Verlegungsmarsch von Eichstätt nach Moosburg an der Isar bei einem Jagdflugzeugangriff nahe bei Eichstätt entkommen konnten.[21]
- Die Buchenhüller „Frauendreißiger Andachten“, 30 Andachten, die an den 30 Tagen gefeiert werden, die dem Fest Mariä Himmelfahrt folgen, sind seit dem 14. Jahrhundert bekannt.[22]

## Verkehrsanbindung
Buchenhüll ist über Abzweigungen von der Kreisstraße EI 21 „Jura-Hochstraße“ zwischen Eichstätt und dem Affenthal zu erreichen.